# Amenemhat II
Amenemhat II – faraon, władca starożytnego Egiptu z XII dynastii, z okresu Średniego Państwa. Prawdopodobnie panował: wraz z ojcem, Senuseretem I od roku 1914 p.n.e., samodzielnie w latach 1911–1882 p.n.e., a potem wraz z synem, Senuseretem II do 1879 roku p.n.e.
Amenemhat II jest władcą, o którym wiadomo niewiele. Z okresu panowania tego władcy, zachowało się niewiele zabytków. Kontynuował, wyznaczone przez swych poprzedników dążenie do odbudowy i reformowania państwa. W administracji państwa znaczącą rolę odgrywali nadal nomarchowie. Świadczą o tym grobowce tych dostojników, z tamtego okresu. 
Wydarzenia Pierwszego Okresu Przejściowego zachwiały znacząco organizacją wewnętrzną Egiptu. Osłabiły jego znaczenie militarne i ograniczyły kontakty handlowe i kulturalne. Władcy Średniego Państwa, a zwłaszcza XII dynastii, począwszy od Amenemhata I wytrwale i konsekwentnie odbudowywali i wzmacniali organizację państwowości egipskiej. Kontakty, zapewne kulturalne i handlowe wznawiał i utrzymywał także Amenemhat II. Świadczą o tym znaleziska odkryte w świątyni Montu w Tod. Odkryto tam cztery miedziane skrzynki z kartuszami władcy, zawierające dzieła sztuki, wykonane ze złota, srebra i  lapis-lazuli. Przedmioty te, w części pochodziły z Krety, a w części z Babilonii. Podarunki te zapewne świadczą o kontaktach dyplomatycznych, a co za tym idzie kulturalnych i handlowych z tymi krajami. Kontakty utrzymywano także z miastami Tyrem i Byblos. 
W czasie panowania Amenemhata kontynuowano wydobycie złota i miedzi na Synaju i w Nubii.
Wiele, spośród bardzo skąpych informacji o Amenemhacie II, dostarczyła eksploracja jego kompleksu grobowego, znajdującego się w Dahszur. Pierwszych prac dokonał tu w latach 1894–1895, Jacques de Morgan. Rdzeń piramidy, zwanej "Białą", zbudowano z kamiennych murów, dzielących całość na kwadratowe komory wypełnione rumoszem skalnym i piaskiem. Całość budowli pokrywała niegdyś okładzina zewnętrzna, wykonana zapewne z wapienia. Nie zachował się żaden, odłamek tej okładziny, co uniemożliwia ustalenie rzeczywistej wielkości piramidy, kąta nachylenia jej boków i wysokości. Obecnie piramida ta jest w znacznym stopniu zrujnowana. Wejście do niej, dziś całkowicie niedostępne, znajdowało się po jej północnej stronie. Od wejścia prowadził zstępujący korytarz, wiodący do poziomego przejścia, które w końcu zagrodzone było dwoma, ogromnymi blokami granitu, jednym opuszczanym pionowo, a drugim zasuwanym poziomo. Za nimi znajdowała się komora grobowa, w której znajdował się sarkofag, wykonany z piaskowca. Na zachód od piramidy Amenemhata znajdują się mastaby, żony władcy Itakait oraz kilku jego córek: Ita, Chnumit, Itawert i Satmerhut. W 1894 roku, podczas prac w mastabach księżniczek, de Morgan odkrył wspaniałe okazy biżuterii: pektorały i naszyjniki, należące do Ity i Chnumit. Zdobią one obecnie ekspozycję sztuki Średniego Państwa w Muzeum Egipskim w Kairze.

## Tytulatura
| G5 |

| G5 |

| V28 | V31 · N35 | G17 | U1 · Aa11 |

| V28 | V31 · N35 | G17 | U1 · Aa11 |

| V28 | V31 · N35 | G17 | U1 · Aa11 |

| V28 | V31 · N35 | G17 | U1 · Aa11 |

| G5 |

| G5 |

| V28 | V31 · N35 | G17 | U1 · Aa11 |

| V28 | V31 · N35 | G17 | U1 · Aa11 |

| V28 | V31 · N35 | G17 | U1 · Aa11 |

| V28 | V31 · N35 | G17 | U1 · Aa11 |

| G16 |

| G16 |

| V28 | V31 · N35 | G17 | U1 · Aa11 |

| V28 | V31 · N35 | G17 | U1 · Aa11 |

| V28 | V31 · N35 | G17 | U1 · Aa11 |

| V28 | V31 · N35 | G17 | U1 · Aa11 |

| G16 |

| G16 |

| V28 | V31 · N35 | G17 | U1 · Aa11 |

| V28 | V31 · N35 | G17 | U1 · Aa11 |

| V28 | V31 · N35 | G17 | U1 · Aa11 |

| V28 | V31 · N35 | G17 | U1 · Aa11 |

| G8 |

| G8 |

| U2 · Aa11 | P8 |

| U2 · Aa11 | P8 |

| U2 · Aa11 | P8 |

| U2 · Aa11 | P8 |

| G8 |

| G8 |

| U2 · Aa11 | P8 |

| U2 · Aa11 | P8 |

| U2 · Aa11 | P8 |

| U2 · Aa11 | P8 |

| M23 · X1 | L2 · X1 |

| M23 · X1 | L2 · X1 |

| N5 · S12 | D28 · D28 · D28 |

| N5 · S12 | D28 · D28 · D28 |

| N5 · S12 | D28 · D28 · D28 |

| N5 · S12 | D28 · D28 · D28 |

| M23 · X1 | L2 · X1 |

| M23 · X1 | L2 · X1 |

| N5 · S12 | D28 · D28 · D28 |

| N5 · S12 | D28 · D28 · D28 |

| N5 · S12 | D28 · D28 · D28 |

| N5 · S12 | D28 · D28 · D28 |

| G39 | N5 |

| G39 | N5 |

| M17 | Y5 · N35 | G17 | F4 · X1 |

| M17 | Y5 · N35 | G17 | F4 · X1 |

| M17 | Y5 · N35 | G17 | F4 · X1 |

| M17 | Y5 · N35 | G17 | F4 · X1 |

| G39 | N5 |

| G39 | N5 |

| M17 | Y5 · N35 | G17 | F4 · X1 |

| M17 | Y5 · N35 | G17 | F4 · X1 |

| M17 | Y5 · N35 | G17 | F4 · X1 |

| M17 | Y5 · N35 | G17 | F4 · X1 |